# دوچرخه‌سواری در المپیک تابستانی ۱۹۶۸
دوچرخه‌سواری در بازی‌های المپیک تابستانی ۱۹۶۸ نام رویداد ورزش دوچرخه‌سواری در بازی‌های المپیک تابستانی بود که در سال ۱۹۶۸ برگزار شد. این مسابقات که فقط برای مردان بود از دو بخش دوچرخه‌سواری جاده و پنج بخش دوچرخه‌سواری پیست تشکیل شده بود.

## نتایج

### جاده
| رویداد             | طلا                                                             | نقره                                                                  | برنز                                                                              |
| رقابت انفرادی جاده | پیرفرانکو ویانلی · ایتالیا                                      | لیف مورتنسن · دانمارک                                                 | گوستا پترسون · سوئد                                                               |
| تایم تریل تیمی     | هلند (NED) · یوپ سوتملک · فدور دن هرتوخ · یان کرکلس · رنه پاینن | سوئد (SWE) · استور پترسون · توماس پترسون · اریک پترسون · گوستا پترسون | ایتالیا (ITA) · پیرفرانکو ویانلی · جووانی براموچی · ویتوریو مارچلی · مورو سیمونتی |

### پیست
| رویداد             | طلا                                                              | نقره                                                                        | برنز                                                                              |
| تعقیبی انفرادی     | دانیل ربیار · فرانسه                                             | مونس فری · دانمارک                                                          | سافر کرومن · سوئیس                                                                |
| تعقیبی تیمی        | دانمارک (DEN) · پر لینمارک · رنو اولسن · گونار آسموسن · مونس فری | آلمان غربی (FRG) · کارل لینک · اودو همپل · کارل-هاینتس هنریکس · یورگن کیسنر | ایتالیا (ITA) · لوئیجی رونکالیا · لورنزو بوسیسیو · چیپریانو کملو · جورجو موربیاتو |
| اسپرینت            | دانیل مورلون · فرانسه                                            | جوردانو تورینی · ایتالیا                                                    | پیر ترنتن · فرانسه                                                                |
| تاندم              | دانیل مورلون · و پیر ترنتن · فرانسه                              | لاین لووساین · و یان یانسن · هلند                                           | دانیل خونس · و روبرت فان وانکر · بلژیک                                            |
| ۱۰۰۰ متر تایم تریل | پیر ترنتن · فرانسه                                               | نیلس فردبور · دانمارک                                                       | یانوش کیرزکوفسکی · لهستان                                                         |

## جدول مدال‌ها
| رتبه | کشورها     | طلا | نقره | برنز | مجموع |
| ۱    | فرانسه     | ۴   | ۰    | ۱    | ۵     |
| ۲    | دانمارک    | ۱   | ۳    | ۰    | ۴     |
| ۳    | ایتالیا    | ۱   | ۱    | ۲    | ۴     |
| ۴    | هلند       | ۱   | ۱    | ۰    | ۲     |
| ۵    | سوئد       | ۰   | ۱    | ۱    | ۲     |
| ۶    | آلمان غربی | ۰   | ۱    | ۰    | ۱     |
| ۷    | بلژیک      | ۰   | ۰    | ۱    | ۱     |
| ۷    | لهستان     | ۰   | ۰    | ۱    | ۱     |
| ۷    | سوئیس      | ۰   | ۰    | ۱    | ۱     |